# سریم هگزابورید
سریم هگزابورید (به انگلیسی: Cerium hexaboride) با فرمول شیمیایی CeB۶ یک ترکیب شیمیایی است. که جرم مولی آن ۲۰۴٫۹۸۶ g/mol می‌باشد. 